# Овергор, Хенк
Хендрикюс Йоханнес Паулюс (Хенк) Овергор (нидерл. Hendrikus Johannes Paulus "Henk" Overgoor; 30 апреля 1944 — 23 апреля 2020) — нидерландский футболист, левый защитник. Почти всю свою карьеру провёл в клубе «Де Графсхап». Ему дали прозвище «Парикмахер», потому что он родился в семье парикмахеров.

## Биография
Овергор выступал за молодёжную команду «Гендринген». В 1963 году в возрасте 19 лет перешёл в «Гоу Эхед Иглз», где выступал вместе с Плёном Стриком. В 1965 году тренер Эверт Тёниссен пригласил его в «Де Графсхап», который играл во Втором дивизионе. Овергор выиграл Второй дивизион в 1969 году вместе с «Де Графсхап», но в Первом дивизионе команда не удержалась. В 1973 году команде удалось выйти в Высший дивизион. До 1977 года Овергор играл с «Де Графсхап» в высшей лиге, после чего команда вернулась в Первый дивизион.
7 октября 1973 года Овергор забил гол, сравняв счёт в матче против «Фейеноорда» (3:3). Когда он праздновал гол, он подавился кусочком жвачки. Его товарищ по команде Гус Хиддинк спас его, похлопав по спине. Однако команда Овергора проиграла со счётом 5:7. Последняя игра Овергора за «Де Графсхап» состоялась в 1979 году против «Гронингена». В том матче он сломал ногу. После реабилитации он больше не играл в первой команде.
Овергор был полупрофессионалом. Помимо своей футбольной карьеры он работал на фабрике в Анхольте, Германия, в нескольких километрах от своего родного города Гендрингена (на границе с Германией). Покинув «Де Графсхап», он сыграл ещё один сезон за «Врассельт» из Эммерих-ам-Райна, Германия. До 63 лет Овергор играл за резервную команду своего первого клуба «Гендринген». Он был молодёжным тренером в «Де Графсхап» и главным тренером в любительских клубах «Зеддам» и ВВЛ.
Вплоть до своей смерти регулярно посещал домашние игры «Де Графсхапа». Он умер 23 апреля 2020 года в возрасте 75 лет от COVID-19.